# Glossiphonia paludosa
Glossiphonia paludosa (Чотириока пласка п'явка) — вид п'явок з роду Glossiphonia  родини Пласкі п'явки ряду Хоботні п'явки (Rhynchobdellida). Інша назва «зелена пласка п'явка». Синоним — Batrachobdella paludosa.

## Опис
Загальна довжина становить 12-15 мм. Має 3 пари очей, при цьому перша (передня) є скупчиною, з більш поганим зором. Тіло помірно широке, м'яке, своєю формою нагадує представників рода Erpobdella. Здатна розширюватися у 2,5 рази. Задня присоска більша й більш розвинена.
Вкрита сітчастий яскравим малюнком, що складається з оливкового, зеленого та світло-коричневого кольорів. Мезенхіми зеленого кольору.

## Спосіб життя
Тримається морського узбережжя, лагун, озер, ставків, струмків серед плаваючої рослинності. Ховається біля камені або серед гнилого листях, звідки атакує здобич. При пересуванні тримається лише задньою присоскою. Держиться зазвичай на глибині 40 см. Під час зими закопується у листяну підстилку на 2 см. Є ектопаразитом, що живиться кров'ю земноводних, насамперед ропух, а також молюсків (передусім представників родини Planorbidae), у крові яких багато гемоглобіну.

## Розповсюдження
Поширена в Європі (від Великої Британії через Нідерланди і ФРН до Скандинавії, Фінліяндії і Балтії; більш поширена у Південній Європі), Азії (Афганістан, Пакистан, Китай, Тайвань, Корейський півострів, Японія), Північній Америці.